# Blaue Bauchdrüsenotter
Die Blaue Bauchdrüsenotter (Calliophis bivirgata, Syn.: Maticora bivirgatus) ist eine giftige Schlangenart aus der Familie der Elapidae. Sie wird auch als Blaue Korallenschlange bezeichnet. Das Verbreitungsgebiet befindet sich in Südostasien.

## Vorkommen und Verbreitung
Die Schlange lebt bodenbewohnend in Brunei, Indonesien, Malaysien, Singapur, Thailand, und Burma. Man trifft sie auf Meereshöhen von 100 bis zu 1100 Metern an.
Drei Subspezies existieren:
- C. b. bivirgata – Indonesien
- C. b. flaviceps – Indonesien, Malaysia, Thailand, Singapur, Burma
- C. b. tetrataenia – Indonesien, Malaysia, Brunei

## Beschreibung
Ursprünglich wurde die Blaue Bauchdrüsenotter zum Genus Maticora gezählt, bis phylogenetische Studien Hinweise erbrachten, dass die Schlange tatsächlich zu Calliophis zugehörig ist.
Es handelt sich um eine mittelgroße Korallenschlange mit schlankem Körperbau. Erwachsene Tiere erreichen eine Länge von etwa 1,8 Metern. Der Kopf ist rot, ebenso Schwanz und Unterseite. Der Rücken hat eine dunkelblaue bis schwarze Färbung und zeigt meist einen großen blauen oder weißen Streifen an den Flanken.
Häufig wird die Blaue Bauchdrüsenotter mit Schlegels Riednatter (Calamaria schlegeli) oder dem Rotkopfkrait verwechselt, da sich die Verbreitungsgebiete und das Äußere gleichen. Die Riednatter ist jedoch kleiner (bis etwa 50 cm Länge) und ungiftig, der Rotkopfkrait hingegen weist keine rote Unterseite auf.

## Verhalten
Die Blaue Bauchdrüsenotter ist eher selten anzutreffen und zeigt ein teilweise grabendes Verhalten, sie hält sich gerne unter totem Laubwerk von Wäldern auf. Als Beute kommen unter anderem auch andere Schlangen, wie etwa Kobras, in Frage. Bei Bedrohung flieht sie für gewöhnlich oder positioniert sich in defensiver Stellung mit aufgerichteter roter Schwanzspitze.

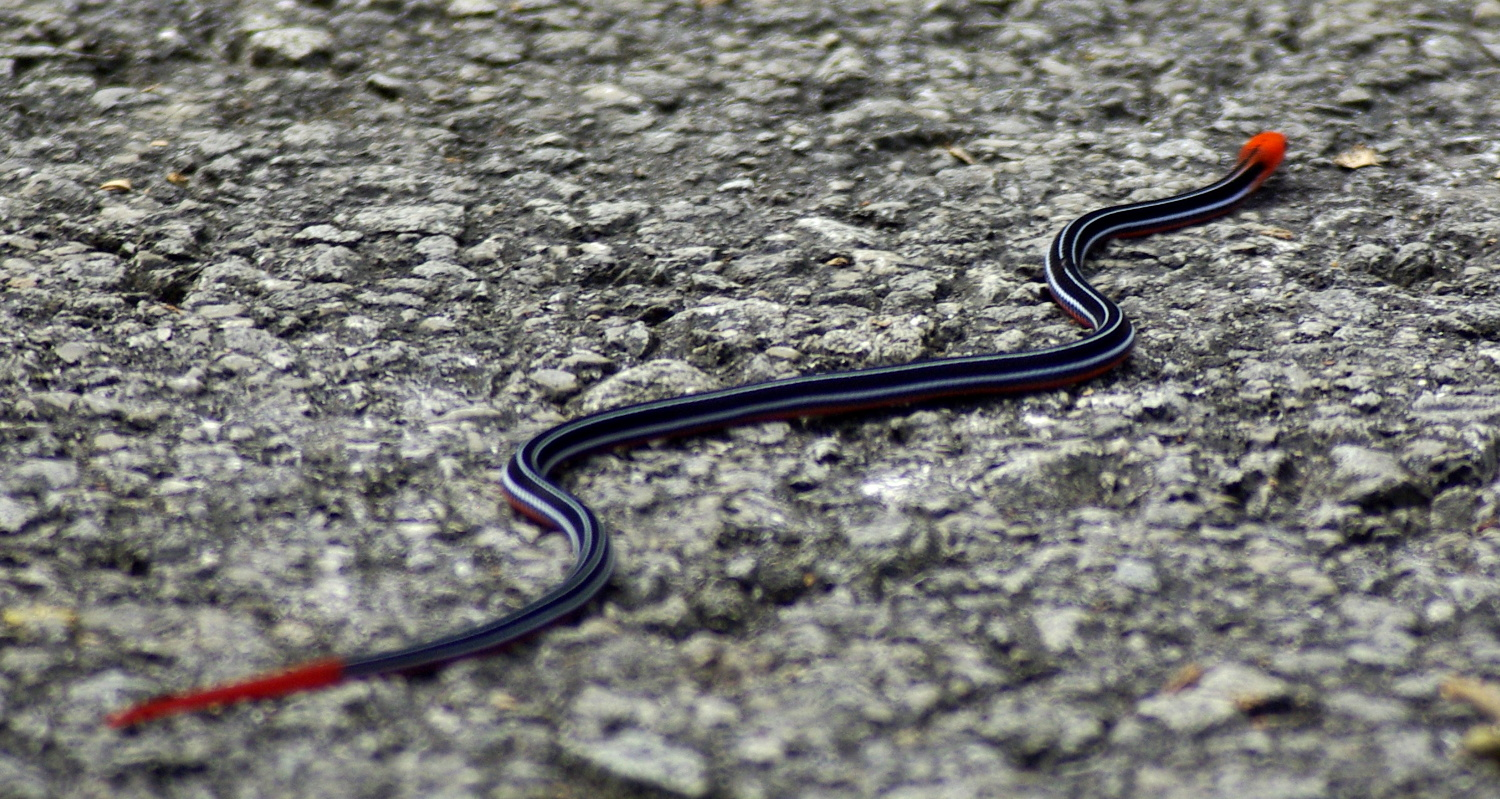
Blaue Bauchdrüsenotter

## Giftigkeit
Das starke Gift führte in der Vergangenheit gelegentlich schon zu menschlichen Todesfällen. Außerdem sind die Giftdrüsen ungewöhnlich lang und erstrecken sich bis zu einem Viertel der Körperlänge.
Anders als bei den übrigen Schlangen der Familie Elapidae enthält das Gift jedoch kein Neurotoxin. Es handelt sich stattdessen um ein Zellgift, welches Muskelgewebe zerstören kann. Phosphodiesterasen fördern die Ausschüttung von Adenosin, was Hypotension zur Folge hat, zudem treten Entzündungen und Neurotransmitterblockaden in den gebissenen Tieren auf. Die Natriumkanäle der Neuronen können sich nicht mehr schließen und es treten Krämpfe auf, die die Beute handlungsunfähig machen.